# Pueblo bolgo
El pueblo bolgo es una etnia de Chad. Forma parte del complejo de pueblos hadjarai. Sus principales comunidades se encuentran en la región de Guéra, al sureste de Melfi. Poseen una economía badada en la agricultura alimenticia, el algodón y la ganadería.
La lengua nativa también se llama bolgo y tenía unos 5.700 hablantes a 2016. La mayoría de la población es musulmana suní (50%), aunque existe un colectivo cristiano numeroso (30%) y buena parte de los bolgo mantienen las tradiciones espirituales de la religión éntica.
El idioma bolgo pertenece al filo nigercongo y a la familia de lenguas adamawa-ubang. Posee los dialectos gran bolgo, bolgo dugag, bolgo kubar, pequeño bolgo. Los hablantes de bolgo se localizan principalmente en la región de Guéra, departamento de Bahr Signaka, subprefectura de Melfi, al este de Barain y sureste de Melfi.